# Stazione di Ranica
La stazione di Ranica fu una fermata ferroviaria, a richiesta, della linea della Valle Seriana a servizio dell'omonimo comune.

## Storia
La fermata fu aperta al servizio pubblico il 21 aprile 1884, assieme al tronco Bergamo-Albino, primo tratto aperto della linea della Valle Seriana.
Con il cambio d'orario del 1º giugno 1924, la fermata fu soppressa.

## Strutture e impianti
Si trattò di una fermata in piena linea posta nei pressi dell'attuale via Alessandro Manzoni a sud-ovest dell'omonima fermata tranviaria della Bergamo-Albino.

## Movimento
La fermata fu servita dai treni accelerati e omnibus della relazione Bergamo-Ponte Selva fino al 1911, quando, con l'apertura del tratto Ponte Nossa-Clusone, fu sostituita dalla relazione Bergamo-Clusone.